# Калмашское сельское поселение
Калмашское се́льское поселе́ние — муниципальное образование в Тукаевском районе Татарстана Российской Федерации.
Административный центр — село Калмаш.

## История
Статус и границы сельского поселения установлены Законом Республики Татарстан от 31 января 2005 года № 39-ЗРТ Законом Республики Татарстан от 31 января 2005 года № 42-ЗРТ «Об установлении границ территорий и статусе муниципального образования "Тукаевский муниципальный район" и муниципальных образований в его составе».

## Население
| 2010  | 2011  | 2012  | 2013  | 2014  | 2015  | 2016  |
| ----- | ----- | ----- | ----- | ----- | ----- | ----- |
| 1221  | ↗1223 | ↘1199 | ↗1207 | ↗1218 | ↗1256 | ↗1273 |
| 2017  | 2018  |       |       |       |       |       |
| ↗1305 | ↘1304 |       |       |       |       |       |

## Состав сельского поселения
| № | Населённый пункт | Тип населённого пункта       | Население |
| - | ---------------- | ---------------------------- | --------- |
| 1 | Игенче           | деревня                      |           |
| 2 | Калмаш           | село, административный центр |           |